# Sebastián Uzzante
Sebastián Exequiel Uzzante (Santiago del Estero, Provincia de Santiago del Estero, Argentina; 24 de abril de 2000) es un futbolista argentino. Juega de defensor en Sportivo Barracas de la Primera C.

## Trayectoria

### Inicios
Uzzante comentó jugando en el equipo de su ciudad, Comercio Central Unidos. En el club disputó la Liga Santiagueña.

### Quilmes
Llegó a Quilmes en 2018 para jugar en la Reserva. Durante este tiempo firmó su primer contrato con el club hasta 2021.

### Talleres de Córdoba
Aunque solo estuvo 6 meses en el Cervecero, tuvo buenas actuaciones e hizo que pudiera irse a préstamo a Talleres de Córdoba. En la T solo disputó partidos de la Reserva.

### Regreso a Quilmes
En 2019 volvió de su préstamo en el conjunto cordobés y, hasta el momento, no disputó minutos con la Primera.

## Estadísticas
- Actualizado hasta el 12 de mayo de 2024.

| Deportivo Laferrere Argentina | 4.ª                 | 2022                | 5  | 0 | 1 | 0 | - | - | 6  | 0 |
| Deportivo Laferrere Argentina | Total club          | Total club          | 5  | 0 | 1 | 0 | - | - | 6  | 0 |
| Victoriano Arenas Argentina | 4.ª                 | 2023                | 9  | 0 | - | - | - | - | 9  | 0 |
| Victoriano Arenas Argentina | Total club          | Total club          | 9  | 0 | - | - | - | - | 9  | 0 |
| Sportivo Barracas Argentina | 4.ª                 | 2024                | 4  | 0 | - | - | - | - | 4  | 0 |
| Sportivo Barracas Argentina | Total club          | Total club          | 4  | 0 | - | - | - | - | 4  | 0 |
| Total en su carrera | Total en su carrera | Total en su carrera | 18 | 0 | 1 | 0 | - | - | 19 | 0 |
| (1) Las copas nacionales se refiere a la Copa Argentina. (2) Las copas internacionales se refiere a la Copa Libertadores y a la Copa Sudamericana. (3) Media de goles por encuentro. No incluye goles en partidos amistosos. |                     |                     |    |   |   |   |   |   |    |   |